# Movistar Plus+ (chaîne de télévision)
« cero » redirige ici. Pour les autres significations, voir cero (homonymie).
Movistar Plus+ (anciennement #0, lire Cero, littéralement Zéro) est une chaîne de télévision généraliste espagnole lancée le 1er février 2016 pour remplacer Canal+. 
La chaîne appartient à Telefónica et est disponible sur la plateforme Movistar Plus+.

## Histoire
C'est le 1er décembre 2015 qu'est annoncé le lancement de la chaîne #0 le 1er février 2016, en remplacement de Canal+ à la suite de son rachat en totalité par Telefónica cette même année.
La programmation sportive de #0 a été déplacée vers la nouvelle chaîne #Vamos lancée le 16 septembre 2018.
Le 19 janvier 2022, Movistar+ commence à se dénommer Movistar Plus+ et introduit une nouvelle identité visuelle avec laquelle la chaîne rajoute por Movistar Plus+ à son nom.
Le 1er août 2023, #0 a terminé ses programmes à 5h50 et s'est fait remplacée par une nouvelle chaîne portant le nom de Movistar Plus+ pour renforcer la marque, commençant ses programmes à partir de 14h, avec d'autres réorganisations de chaînes,.

## Programmes
(janvier 2022).
- Likes
- Ilustres Ignorantes
- Web Therapy
- Tabú: Jon Sistiaga
- Cuando ya no esté. El mundo dentro de 25 anõs
- AcapelA
- Reiniciando
- Maratón Man
- Diario Vice
- Fiebre Maldini
- Informe Robinson
- El día después
- El día del fútbol
- Minuto #0
- EuroFighters
- Generación NBA
- Clubbers Liga Endesa
- Padock Club
- Magazine Motor

## Animateurs
- Emilio Aragón
- Berto Romero
- David Broncano
- Raúl Gómez
- Javier Cansado
- Pepe Colubi
- Mercedes Milá
- Judit Mascó
- Estíbaliz Gabilondo
- Raquel Martos
- Xosé Castro
- Cristina Teva
- Joaquín Reyes
- Santiago Zannou
- Javier Coronas
- Javier Sierra
- Iñaki Gabilondo
- José Antonio Ponseti
- Jon Sistiaga
- Paula Vázquez
- Patricia Conde
- Ángel Martín
- Arturo Paniagua
- Dani Reus
- Chino Darín

## Identité visuelle (logo)

Logo de 2016 à 2022
Logo de 2022 à 2023